# نويل فريمان
نويل فريمان (بالإنجليزية: Noel Freeman)‏ هو منافس ألعاب قوى أسترالي، ولد في 24 ديسمبر 1938 في كوينزلاند في أستراليا.

## وصلات خارجية
- نويل فريمان على موقع النتائج التاريخية لألعاب القوى الأسترالية (الإنجليزية)
- نويل فريمان على موقع اللجنة الأولمبية الدولية (الإنجليزية)
- نويل فريمان على موقع أوليمبيديا (الإنجليزية)
- نويل فريمان على موقع اللجنة الأولمبية الأسترالية (الإنجليزية)
- نويل فريمان على موقع اتحاد ألعاب الكومنولث (مؤرشف) (الإنجليزية)